# ビュイック・Y-Job

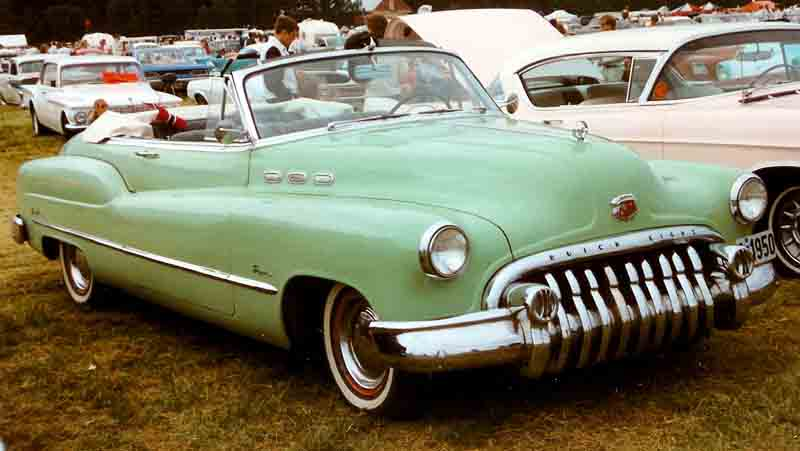
Y-Jobの外装を元にしたビュイック改造車（1950年）

ビュイック・Y-Job（英語: Buick Y-Job）とはビュイック（ゼネラルモーターズの一部門）が1938年に初めて発表したコンセプトカーである。設計はハーレー・J・アールが手がけ、電動リトラクタブル・ヘッドライト、「gunsight」のフードクレストマーク、電動開閉の車窓、ラップアラウンドバンパー、平たいドアハンドルが使われ、1950年代までのビュイック車のデザインの元になった上、縦型のウォーターフォールグリルは現在でもビュイックで使用されている。
この車自身は実際ハーレー・アールが1951年に発売された新型車に乗り換えるまで数年間運転していた。その後、ヘンリーフォード博物館に寄贈されていたが、1993年にGMデザインセンターに返還されている。
車名の「Y」には2つの意味があった:
- 全ての試作車は「X」と呼ばれていたため、アールは単純に次のアルファベットである「Y」と名づけた[6]。
- アールが「Y」という名称にしたのは航空業界において最新式の試作機の名称として広く使われていたことによる[4]。

2001年、ビュイックはY-Jobを現代風にリメイクしたビュイック・ブラックホークを製作した。